# Semaeopus dentilinea
Semaeopus dentilinea är en fjärilsart som beskrevs av W. Warren 1900. Semaeopus dentilinea ingår i släktet Semaeopus och familjen mätare. Inga underarter finns listade i Catalogue of Life.